# 글로벌 도네이션 쇼 W
《글로벌 도네이션 쇼 W》(Global Donation Show W)는 대한민국 문화방송에서 수요일 오전 10시 45분에 방송되는 MBC의 방송 프로그램으로 국제관련 소식을 전하는 시사프로그램이다. 2005년 4월 29일 신설 초기에는 W라는 명칭과 2010년에 들어서 세계와 나 W라는 명칭으로 방송되었으며, 2010년 7월 16일부터 김혜수의 W로 변경되었고, 2010년 10월 29일에 종영되었다가 2020년 8월 21일부터 글로벌 도네이션 쇼 W로 재신설되었다.

## 개요
빈곤에 질병까지 더해져 유례없는 위기를 겪고 있는 세계 곳곳의 아이들... 글로벌 도네이션 쇼 더블-유(W)는 국내외에서 도움을 기다리는 아이들의 이야기를 담고 이들을 위로하는 무대를 통해 하나의 세상, 하나의 마음으로 이 위기를 이겨내자는 메시지를 전하는 프로그램

## 진행자

### 현재 진행자
- 허일후 (남) - 문화방송의 아나운서
- 황광희 (남) - 대한민국의 가수
- 백지영 (여) - 대한민국의 가수
- 김지숙 (여) - 대한민국의 가수

### 역대 진행자
- 1대 최윤영 아나운서 - 2005년 4월 29일 ~ 2010년 7월 2일 (출산 기간 당시 손정은 아나운서가 진행)
- 2대 배우 김혜수 - 2010년 7월 16일 ~ 2010년 10월 29일